# Pochazia albomaculata
Pochazia albomaculata är en insektsart som först beskrevs av Philip Reese Uhler 1896.  Pochazia albomaculata ingår i släktet Pochazia och familjen Ricaniidae. Inga underarter finns listade i Catalogue of Life.